# Валандовци
Валандовци (единствено число валандовец, на македонска литературна норма: валандовци, валандовец) са жителите на град Валандово, Северна Македония. Това е списък на най-известните от тях.

## Родени във Валандово
А – Б – В – Г – Д –
Е – Ж – З – И – Й —
К – Л – М – Н – О —
П – Р – С – Т – У —
Ф – Х – Ц – Ч – Ш —
Щ – Ю – Я

### Г
- Георге Иванов (р. 1960), северномакедоснки юрист, 4-ти президент на Република Македония (2009 – 2019)
- Георги Бояджиев (Георгиос Войаджис), гръцки агент (трети клас) на гръцка андартска чета в Македония[2]

### Д
- Душко Гошевски (р. 1983), северномакедоснки писател

### К
- Каме Пулизов (1920 – 1944), югославски партизанин, Струмишки партизански отряд[3]
- Костадин Танчев (р. 1940), северномакедоснки художник график

### Н
- Никола Арнаудов, македоно-одрински опълченец, 6 охридска дружина[4]

### О
- Олга Саиси Кордату, гръцка учителка[5]

### П
- Петър Калайджиев (1888 – 1933), български революционер от ВМРО

### Т
- Тихомир Костадинов (р. 1996), северномакедоснки футболист

### Я
- Янко Узунов - Узун (1951 - 2014), северномакедонски фолклорен изпълнител

## Починали във Валандово
- Атанас Георгиев Снегаров, български военен деец, поручик, загинал през Първата световна война[6]
- Стою Василев Бабаков, български военен деец, подпоручик, загинал през Първата световна война[7]
- Страшимир Димитров Генков, български военен деец, подпоручик, загинал през Първата световна война[8]
- Христо Франгулата, български революционер

## Свързани с Валандово
- Мери Лазарова (р. 1984), северномакедонска политичка, по произход от Валандово
- Нано Ружин (1952), северномакедонски политик и дипломат